# Complexe mégalithique de l'Azérou
Le complexe mégalithique de l'Azérou est un groupe de huit pierres levées situé à Saissac dans le département de l'Aude.

## Description
Jean Guilaine parle de « complexe mégalithique » pour décrire cet ensemble de huit pierres levées d'origine locale. La pierre no 1 est un menhir en granite, de forme conique à section rectangulaire. La pierre no 2 est située à environ 350 m au sud-est de la pierre no 1. C'est une dalle de granite de forme rectangulaire avec un sommet arrondi. Il s'agit probablement d'un menhir ou d'une stèle plus tardive. Les six autres pierres sont situées au sud-ouest de la deuxième pierre, à environ 300 m du menhir. Cinq d'entre elles sont reliées par une levée de terre ovalaire d'environ 120 m de long sur 60 m de large orientée est-ouest. La pierre no 5 est située à l'écart du groupe. Au centre de ce tertre, dont l'origine paraît artificielle, s'élève la pierre no 6 la plus grande d'entre elles :
| Pierre  | Hauteur | Largeur | Épaisseur |
| ------- | ------- | ------- | --------- |
| no 1    | 2,10 m  | 0,90 m  |           |
| no 2    | 1,15 m  | 0,90 m  | 0,35 m    |
| no 3    | 1,05 m  | 0,45 m  | 0,30 m    |
| no 4    | 0,30 m  | 0,30 m  | 0,30 m    |
| no 5    | 1,10 m  | 0,10 m  | 1,15 m    |
| no 6    | 1,15 m  | 0,55 m  | 0,30 m    |
| no 7    | 0,70 m  | 0,50 m  | 0,30 m    |
| no 8    | 0,95 m  | 0,55 m  | 0,35 m    |
| Données |         |         |           |

Les pierres no 3 à no 8 constituent un groupe homogène de même taille (la pierre no 4 ne semblant pas entière), de section plus ou moins quadrangulaire avec le sommet retaillé. Cette homogénéité géométrique les apparente plus à des stèles de l'âge du fer qu'à des menhirs classiques. Les pierres no 3, no 6, no 7 et no 8 sont sensiblement alignées sur environ 350 m. Aucune pierre n'a été christianisée.
Selon Jean Guilaine, le complexe mégalithique résulterait donc de l'ajout à un authentique menhir de six à sept stèles ultérieures, le tout constituant un alignement mégalithique.